# La lucha por la verdad

La lucha por la verdad es la novena novela de la serie Aprendiz de Jedi, basada en el universo de Star Wars, y está escrita por Jude Watson. Fue publicada por Scholastic Press en inglés (agosto de 2000) y por Alberto Santos Editor en español.

## Argumento
Qui-Gon Jinn y Adi Gallia son enviados con sus Padawans a buscar una bebé sensible a la Fuerza en el planeta Kegan. Pero la gente de Kegan no quiere extraños en su mundo y pronto deben buscar al bebé, que ha desaparecido.   Ellos tienen planes a futuro con el bebé.